# Innofreight Solutions
Innofreight Solutions GmbH – austriackie kolejowe przedsiębiorstwo transportowo-logistyczne z siedzibą w Bruck an der Mur. Jest jednym z przodujących w Europie przedsiębiorstw, wprowadzających na rynek nowatorskie rozwiązania transportowe. Jest członkiem Austriackiej Izby Handlowej.
Przedsiębiorstwo założono w 2002. Początkowo zajmowało się transportem modułowym w przemyśle drzewnym. Z czasem rozwinęło działalność na inne gałęzie, w tym rolnictwo, materiały budowlane, stal, produkty chemiczne i płyny. W 2022 tabor Innofreightu był używany w dwudziestu krajach europejskich i był obecny na wszystkich trzech popularnych europejskich szerokościach toru (1435, 1520 i 1668 mm). Przedsiębiorstwo codziennie uruchamia ponad dwieście składów całopociągowych w Europie. Posiada 15.000 kontenerów i 2000 wagonów. Rocznie rozładowuje 1.300.000 miliona kontenerów.
Dzięki wsparciu Unii Europejskiej przedsiębiorstwo wdrożyło projekt ITECCO Demo. Z funduszu tego opracowano m.in. modułową platformę złożoną z lekkiego wagonu i dedykowanego do niego kontenera. Przy pomocy tego systemu można transportować zrębkę drzewną, biomasę, węgiel, koks, kruszywa, rudy metali i surowce wtórne (np. makulaturę, szkło, czy złom).